# Ecchlorolestes
Ecchlorolestes is een geslacht van libellen (Odonata) uit de familie van de Synlestidae (Synpantserjuffers).

## Soorten
Ecchlorolestes omvat 2 soorten:
- Ecchlorolestes nylephtha Barnard, 1937
- Ecchlorolestes peringueyi (Ris, 1921)